# 潜行刑事ダン
『潜行刑事ダン』（原題：David Cassidy - Man Undercover）は、アメリカ合衆国のテレビドラマである。『ポリス・ストーリー』に登場した、童顔を活かして潜行捜査を行う妻子持ちの若い刑事を主人公としたスピンオフ作品。1978年から1979年までNBCで放送された。全10回。主演はデヴィッド・キャシディで、主題歌「Man Undercover」も彼が歌ったが商品化はされなかった。日本では東京12チャンネル（現・テレビ東京）の『土曜刑事シリーズ』枠で放送された。

## キャスト
- ダン・シェイ刑事：デヴィッド・キャシディ（声：石丸博也）
- アブラム部長刑事：サイモン・オークランド（声：宮川洋一）
- ジョーアン・シェイ：ウェンディ・ラスラッター ※『ポリス・ストーリー』ではディー・ウォレスが妻役を演じた。

## スタッフ
- 製作総指揮：デヴィッド・ガーバー
- 音楽：ハリー・ベッツ
- テーマ曲：「Man Undercover」デヴィッド・キャシディ
- 制作：デヴィッド・ガーバー・プロダクション、コロンビア・ピクチャーズ・テレビジョン